# 如师通
罗塞塔语言学习软件（Rosetta Stone）是美国Rosetta Stone公司出品的一系列语言学习软件。罗塞塔语言学习软件包括Rosetta Stone Advantage，Rosetta Stone Foundations，Advanced English for Business等系列产品，可提供多达30个语种的语言学习。“如师通”为Rosetta Stone品牌在中国的曾用名，目前官方认可的该品牌的现用名为“Rosetta Stone”或“罗塞塔”。